# Friedrich Hechelmann
Friedrich Hechelmann (* 28. Februar 1948 in Isny im Allgäu; † 27. August 2024 ebenda) war ein zeitgenössischer deutscher Maler des Phantastischen Realismus, Filmemacher, Buchillustrator und Autor.

## Leben und Werk
Friedrich Hechelmann war der Sohn eines Kaufmanns, seine Eltern betrieben in Isny ein Geschäft für Eisen- und Haushaltswaren. Er besuchte nach der Grund- und Handelsschule von 1965 bis 1969 die Höhere Graphische Bundes-Lehr- und Versuchsanstalt in Wien. Von 1969 bis 1972 studierte er an der Akademie der bildenden Künste Wien. Er war Meisterschüler bei Rudolf Hausner, der als bedeutender Vertreter der Wiener Schule des Phantastischen Realismus starken Einfluss auf seine künstlerische Arbeit nahm und das erste Bild seines Schülers kaufte. 1972 erhielt Hechelmann den Preis der Wiener Akademie und präsentierte seine erste Ausstellung in der Galerie im Stock in Wien.
1977 bezog er den Schiedelhof bei Isny, wo er das Bauwerk nach seinen Vorstellungen umbaute. 1981 zog er in diese Gebäude um und entwickelte dort ein Garten- und Parkbiotop. 1993 erlangte Hechelmann ein einstiges Schlossereigebäude in Weitnau-Hofen, dessen Um- und Neubau er ebenfalls gestaltete und dessen Architektur er konstruierte. Im selben Jahr wurde dort die Kunsthalle Schwaben durch seinen Galeristen Joseph Baschnegger eröffnet. In dieser wurden Hechelmanns Werke sowie Ausstellungen anderer Künstler präsentiert.
1980 wurde Hechelmann von August Everding zur Ausstattung der Verfilmung der Oper Hänsel und Gretel beauftragt. Im Folgejahr bat ihn Herbert von Karajan, das Ouvertürenprospekt für die Verfilmung der Oper Das Rheingold zu malen.
Ab 1998 gab er Kurse an der Wiener Kunstakademie im Rahmen der Sommerakademie. 1999 begann er mit der Planung des Ausbaus des mittleren Schlossflügels von Schloss Isny. Noch im selben Jahr zog die Kunsthalle Schwaben ins Schloss Isny um. Es entstand die Kunsthalle Schloss Isny im durch Hechelmann ausgebauten Schlossflügel. Gleichzeitig war er Mitgründer der Friedrich Hechelmann und Schloss Isny Kunst- und Kulturstiftung.
Hechelmann illustrierte zahlreiche Bücher und schuf außerdem Gemälde und Zeichnungen. Seine Gemälde zeichnen sich durch ihre visionären Darstellungen aus. Er drückte in seiner Kunst die „Ehrfurcht vor der Schöpfung“ aus und wollte mit seinen Werken der Naturentfremdung entgegenwirken. Im Jahr 2015 errichtete Hechelmann fünfzehn Bronzeskulpturen, die geheimnisvollen Wesen aus der Fabel- und Mythenwelt nachempfunden sind. Sie sind in der Dauerausstellung Engel/Bronzen in der Kunsthalle Schloss Isny ausgestellt. 1994 ließ die Porzellan-Manufaktur Ludwigsburg von Hechelmann ein Teeservice-Dekor gestalten. Es zeigt eine mythisch-naturalistische Phantasiewelt: Den Hirtengott Pan, umgeben von mythischen Pflanzen, Insekten und Amphibien.
2017 verfasste Hechelmann sein erstes literarisches Werk – den Märchenroman Manolito; 2018 bzw. 2021 folgten die Romane Livia und Pantheia.
Zahlreiche Fernsehsender porträtierten Hechelmann und berichteten mehrfach über sein Werk, darunter ARD, ZDF, SWR, BR, 3SAT, Arte, SDR und Regio-TV. Zudem war Hechelmann selbst als Filmemacher tätig. In verschiedenen Filmproduktionen übernahm er die Rolle des Drehbuchautors, des Regisseurs, des Theater-Choreographs oder des Bühnenbildners. 1985 wurde sein Film Ein Weihnachtstraum mit dem Prix Jean D’Arcy ausgezeichnet und im Folgejahr nahm dieser Film am Prix Jeunesse teil. Der Film Das Gnomenwirtshaus wurde im Jahr 1979 ebenfalls von der ARD zur Teilnahme am Prix Jeunesse ausgewählt.

## Kunsthalle im Schloss Isny im Allgäu
Hechelmann führte 1999 die Umbauarbeiten der geriatrischen Klinik und des Pflegeheims im Schloss Isny zur Kunsthalle Schloss Isny durch. Vorgänger der Kunsthalle im Schloss Isny war 1993 die Gründung der Kunsthalle Schwaben in Hofen. Jährlich zu Ostern und in den Sommerferien findet in der Kunsthalle Isny ein Kursprogramm Sommerakademie: Die Schule des Sehens für gegenständliche Malerei statt. In der Kunsthalle im Schloss Isny werden die Dauerausstellung Friedrich Hechelmann, seine Bronzeplastiken sowie wechselnde Sonderausstellungen präsentiert. Neben der Kunsthalle Schloss Isny befindet sich seit 2010 die Städtische Galerie und seit 2020 das Städtische Museum Isny im Schloss.

## Friedrich-Hechelmann-Stiftung
Das denkmalgeschützte Anwesen mit dem Kloster St. Georg, der Kirche St. Georg und Jakobus und den zugehörigen Grünanlagen wurde 1997 als Übergangslösung an eine Isnyer Bürgergemeinschaft verkauft. Die Ende Dezember 1998 gegründete rechtsfähige Stiftung des bürgerlichen Rechts Friedrich Hechelmann und Schloß Isny Kunst- und Kulturstiftung – kurz Friedrich-Hechelmann-Stiftung – übernahm 1999 das Anwesen bis auf die Nebengebäude. Gründer der Stiftung waren die Brüder Rolf und Hans Müller sowie Josef Hechelmann-Baschnegger. Der Zweck der Stiftung ist, das unter Denkmalschutz stehende ehemalige Benediktinerkloster Schloss Isny und die dazugehörenden Grundstücke zu erhalten und unterhalten, das künstlerische Werk und den Nachlass Hechelmanns zu sichern sowie Kunst und Kultur in der Stadt Isny und der Region Allgäu zu fördern. Durch Zuschüsse der Stadt Isny, des Landesdenkmalamts und der Denkmalstiftung Baden-Württemberg wurden Stuckarbeiten wiederhergestellt/freigelegt. Die Restauration wurde durch private Spenden ermöglicht. Laufende Kosten deckt die Stiftung vor allem durch Vermietungen wie beispielsweise an die Kunsthalle im Schloss, die Städtische Galerie und das Städtische Museum Isny ab. Ebenfalls werden Kosten durch Zustiftungen oder Erbschaften gedeckt.

## Veröffentlichungen (Auswahl)

### Buchillustrationen und Bildbände
- Zwerg Nase von Wilhelm Hauff. Illustriert von Friedrich Hechelmann, NordSüd Verlag, Zürich 1974, ISBN 978-3-314-01804-6 (Neuauflage 2024).
- Das Riesenspielzeug. Nord-Süd-Verlag, Mönchaltorf/Hamburg 1976.
- Klein Zaches, genannt Zinnober. (E.T.A. Hoffmann). Kunstverlag Weingarten, 1978, ISBN 3-921617-05-7.
- Deutsche Märchen (Zwei Bände). Winkler, München 1980, ISBN 3-538-06757-0.
- Justus Suppenstroh. Artemis, Zürich/München 1980, ISBN 3-7608-0533-7.
- E.T.A. Hoffmann – Prachtausgabe. Franklin Bibliothek, Ottobrunn/New York 1981.
- Phantastes von George MacDonald. Hirmer, München 1982, ISBN 3-7774-3470-1.
- Wunderbare Reisen zu Wasser und zu Lande, Feldzüge und lustige Abenteuer des Freiherrn von Münchhausen von August Gottfried Bürger, Hirmer, München 1983, ISBN 3-7774-3600-3.
- Ein Weihnachtstraum. Hirmer, München 1984, ISBN 3-7774-3740-9.
- Plumps-O-moto. Droemer Knaur, München 1984, ISBN 3-426-19119-9.
- Tristan. Wunschleben und Minnegrotte von Gottfried von Straßburg, Bertelsmann, München 1985, ISBN 3-570-03165-9.
- Sechsbändige Lesereise 5-10 für Deutsche Gymnasien. Cornelsen-Velhagen & Klasing, München 1985–1989
- Friedrich Hechelmanns Lesereise. Edition Weitbrecht, Stuttgart/Wien 1986, ISBN 3-522-70380-4.
- Ophelias Schattentheater von Michael Ende. K. Thienemanns, Stuttgart 1988, ISBN 3-522-42520-0.
- Die Historie von der schönen Lau. Bildband. Edition Weitbrecht, Stuttgart 1989, ISBN 3-522-70590-4.
- Wandlungen. Gessler, Friedrichshafen 1989, ISBN 978-3-922137-61-0.
- Das große Bilderbuch zum Schreiben. Edition Weitbrecht, Stuttgart 1990, ISBN 3-522-70860-1.
- Träume und Abenteuer. Hrsg.: Heinrich Pleticha, Edition Weitbrecht, Stuttgart 1991, ISBN 3-522-16750-3.
- Euch ist heute der Heiland geboren. Deutsche Bibelgesellschaft, Stuttgart 1992, ISBN 3-438-04480-3.
- Friedrich Hechelmann Sommernachtstraum. William Shakespeares Märchenspiel in Mary Lambs Nachschrift. Edition Weitbrecht, Stuttgart 1994, ISBN 3-522-71470-9.
- Höre auf die Stimme in Dir. Ein Gruß für junge Christen. Kreuz-Verlag, Stuttgart 1994, ISBN 3-7831-1310-5.
- Aus dem Leben eines Taugenichts. Verlag Das Beste, Stuttgart/Zürich/Wien 1995, ISBN 3-87070-558-2.
- Orpheus und Eurydike. Mit Antje Vollmer, Edition Weitbrecht, Stuttgart 1996, ISBN 3-522-72190-X.
- Wasser ist Leben. Hrsg.: Gisela Linder, Insel-Verlag, Frankfurt am Main/Dresden 1997, ISBN 3-458-19173-9.
- Das große Balladenbuch. Hrsg.: Otfried Preußler, Heinrich Pleticha, Thienemann, Stuttgart/Wien 2000, ISBN 3-522-17266-3.
- Pans versunkener Garten von Waldemar Schnaeck. Aquamarin, Grafing 2000, ISBN 3-89427-156-6.
- Das große Buch der Feen und Elfen von Andreas Gößling. Knaur, München 2004, ISBN 3-426-66124-1.
- Friedrich Hechelmanns Decamerone. Die schönsten Erzählungen aus Boccaccios Meisterwerk. Knaur, München 2004, ISBN 3-426-66160-8.
- Hundert Schmetterlinge schenk ich dir. Knaur, München 2006, ISBN 3-426-66215-9.
- Die Bibel. Einheitsübersetzung der Heiligen Schrift mit Bildern von Friedrich Hechelmann. Pattloch, München 2006, ISBN 3-629-01092-X.
- Ein Strauß voll Glück. Knaur, München 2007, ISBN 978-3-426-66216-8.
- Momo von Michael Ende. Thienemann, Stuttgart/Wien 2009, ISBN 978-3-522-20070-7.
- Balladen und Gedichte von Friedrich Schiller, mit Bildern von Friedrich Hechelmann. Weltbild, 2009.
- Die Rückkehr der Engel. Mit Texten von Michaela Albrecht. Knaur, München 2010, ISBN 978-3-426-66327-1.
- Geisterritter von Cornelia Funke. C. Dressler, Hamburg 2011, ISBN 978-3-7915-0479-7.
- Das Buch der Märchen. Ausgewählt und illustriert von Friedrich Hechelmann, Thiele, München 2012, ISBN 978-3-85179-169-3.
- Die wunderbare Reise des Nils Holgersson mit den Wildgänsen. Nach dem Roman von Selma Lagerlöf. Knesebeck, München 2013, ISBN 978-3-86873-601-4.

### Kinderbücher
- Manolito. Ein fantastischer Märchenroman. Knesebeck, München 2017, ISBN 978-3-95728-060-2.
- Livia. Ein fantastischer Märchenroman. Kinderbuch, Knesebeck, München 2018, ISBN 978-3-95728-076-3.

- Panthea. Ein fantastischer Märchenroman. Kinderbuch, Knesebeck, München 2021, ISBN 978-3-95728-077-0.

## Ausstellungen (Auswahl)
- 1972: Galerie im Stock, Wien – erste Ausstellung
- 1982: Villa Stuck, München – Premiere des Buches Phantates
- 1988: Marstall Kempten – Ausstellung über das Gesamtwerk
- 1989/90: Dominikaner-Kirche, Osnabrück
- 1990: Benois-Museum im Sommerpalast Peter des Großen, Sankt Petersburg – die Eremitage erwarb ein Bild aus dem Illustationszyklus Phantastes
- 1990: Stadtmuseum, Lindau
- 1991: Museum Langenargen – die Sommerausstellung des Museums wurde Hechelmann gewidmet
- 1993: Kunsthalle Schwaben, Weitnau-Hofen – dauerhafte Präsentation der Werke
- 2001: Kunsthalle im Schloss Isny, Isny im Allgäu – Eröffnung der Skulpturenhalle im Schloss mit der Dauerausstellung Zeit der Götter – Zauber der Form
- 2005: Fürstäbtliche Residenz, Kempten (Allgäu) – Ausstellung des vollständigen druckgrafischen Werkes
- 2008: Färberhaus, Oberstaufen – Ausstellung der Bilder zur Illustration seines Romans Decamerone
- 2012: Museum im Prediger, Schwäbisch Gmünd – Ausstellung der großformatigen Tafelbilder unter dem Titel Meister des Lichts
- 2014: Kreuzherrnsaal, Memmingen – die Ausstellung Friedrich Hechelmann – Meister des Lichts eröffnete die Memminger Meile
- 2015: Münchner Künstlerhaus am Lenbachplatz, München – erstmalige Präsentation dreidimensionaler Kunstwerke Hechelmanns in der Ausstellung Engel/Bronzen
- 2023: Ludwig Galerie Schloss Oberhausen Fantastische Reise mit Jim Knopf, Bastian und Momo. Michael Ende – Bilder und Geschichten (Mitwirkung, mit vielen anderen).[8]
- Seit 1999: regelmäßige Ausstellungen zu den Werken Hechelmanns in der Kunsthalle im Schloss Isny

## Filmografie (Auswahl)
- Gegen den Strom. Filmporträt über Friedrich Hechelmann von Heinz Dieckmann, ZDF, 1973.
- Das Riesenspielzeug. Verfilmung durch den SDR, Drehbuch und Regie: Friedrich Hechelmann. ARD, 1976.
- Das Gnomenwirtshaus. Verfilmung durch den SDR. Drehbuch, Figuren, Ausstattung und Regie: Friedrich Hechelmann. Der Film wurde von der ARD zur Teilnahme am Prix Jeunesse ausgewählt. ARD, 1979.
- Ein Weihnachtstraum. Verfilmung durch den SDR. Drehbuch, Ausstattung, Szenenbilder, Gesamtleitung: Friedrich Hechelmann. ARD, 1984.
- Hechelmanns Traumtheater. Drehbuch, Ausstattung, Szenenbilder, Figuren und Regie: Friedrich Hechelmann. SDR, 1987.
- Friedrich Hechelmann und seine Bibel. Filmdokumentation von Susanne Bausch, SWR, 2005.[3]

## Preise
- 1985: Prix Jean D’Arcy für Ein Weihnachtstraum in Paris
- 1986: 1. Bundeskunstbuchpreis des Innenministeriums für Tristan
- 2011: Troisdorfer Bilderbuchpreis: Preis der Kinderjury für Hechelmanns Illustrationen zum Literaturklassiker MOMO von Michael Ende
- 2017: Auszeichnung Natur-Buchtipp des Monats Dezember 2017 für Manolito, verliehen durch die Jury der Deutschen Akademie für Kinder- und Jugendliteratur[9]